# Friday the 13th: Killer Puzzle
Friday the 13th: Killer Puzzle — компьютерная игра для платформ iOS, Android, PC, Nintendo Switch. Издана 20 января 2018 года в США и 13 апреля 2018 по всему миру компанией Blue Wizard Digital.

## Сюжет
Сюжет Friday the 13th: Killer Puzzle так же прост как и в фильмах серии: Джейсон Вурхиз вернулся и ему срочно нужно избавить мир от пары или тройки надоедливых подростков. Задача главного героя — ему в этом помочь. Группа безмятежных тинейджеров собирается на заброшенном кладбище с целью пообщаться с духом знаменитого убийцы. Дух внезапно обретает знакомую всем форму и продолжает действовать в обычной для себя манере.

## Геймплей
Это приключенческая игра, в виде изометрической головоломки с видом сверху. Задача игрока состоит в том, чтобы помочь Джейсону заманить «глупых» подростков в расставленные им ловушки. В игре более 100 различных уровней в самых разных локациях от Хрустального озера, до Манхэттена. Джейсон может улучшать свое оружие, а также изучать новые методы убийств.

## Критика
Игра получила в целом положительные оценки. По версии агрегатора рецензий GameRankings игра получила оценку в 78,57 % версии для Nintendo Switch и 80 % версии для iOS. По версии агрегатора «Критиканство» игра получила 75 баллов из 100.
Летом 2018 года, благодаря уязвимости в защите Steam Web API, стало известно, что точное количество пользователей сервиса Steam, которые играли в игру хотя бы один раз, составляет 420 843 человек.